# Bembo (Malanje)
Bembo é uma vila e comuna angolana que se localiza na província de Malanje, pertencente ao município de Cangandala.